# Amerikanische Universität Girne
Die Amerikanische Universität Girne (türkisch Girne Amerikan Üniversitesi, englisch Girne American University, Abk. GAU) ist eine staatlich anerkannte Privatuniversität in Kyrenia (Girne in der Türkischen Republik Nordzypern).
Die Universität wurde 1985 von dem in England ausgebildeten Serhat Akpinar als eine unabhängige Non-Profit-Institution für höhere Bildung gegründet. Verträge mit amerikanischen Hochschulen sicherten die internationale Anerkennung. Die ersten Hochschullehrer kamen meist aus England. Universitätsgebäude und Unterkünfte befinden sich im Vorort Karaoğlanoğlu, etwa vier Kilometer westlich der Stadt Kyrenia. Niederlassungen wurden im britischen Canterbury, Istanbul, Karpas, Hongkong, Washington, D.C. und Chișinău (Moldau) eingerichtet.
Über 5.800 Studenten sind in Bachelor-, Master und PhD-Programmen eingeschrieben. Lingua franca der Universität ist Englisch.

## Geschichte
Die Universität wurde 1985 als erste akkreditierte Hochschule in der zwei Jahre zuvor gegründeten Türkischen Republik Nordzypern gegründet. In den folgenden Jahren entstanden Campus in Großbritannien, Hongkong, in der US-Hauptstadt Washington und in der türkischen Großstadt Istanbul, die Studierenden kamen im Jahr 2015 aus 103 Ländern. Die Wirtschaftsfakultät wurde von der International Business Education Assembly in den USA akkreditiert, ebenso wie von der European Council Business Union, die Hochschule insgesamt vom National Accreditation and Information Center of Great Britain. Das Tourismusprogramm wurde von TedQual anerkannt, das wiederum im Auftrag der World Tourism Organization handelt. Die ingenieurwissenschaftlichen Programme wiederum sind durch die Akkreditierungsagentur für Studiengänge der Ingenieurwissenschaften, der Informatik, der Naturwissenschaften und der Mathematik e. V. in Düsseldorf anerkannt, die ASIIN.
Die Universität ist Mitglied der International Association of Universities (IAU), der Vereinigung der Universitäten der islamischen Welt, der European Foundation for Management Development (EFMD), des Accreditation Council for Business Schools and Programs (ACBSP), der Leader Hospitality Schools in Europe (Eurhodip), des European Council of International Schools (ECIS), des Council of International Schools (CIS), des European Council for Business Education (ECBE), der European Association for Architectural Education (EAAE), der International Vocational Education and Training Association (IVETA) der UNESCO. Neben den USA und Staaten Osteuropas erkennen Pakistan, die Vereinigten Arabischen Emirate, der Oman, Thailand, Iran, Jordanien, Irak, Libanon, Palästina, Kirgisistan und zahlreiche andere Staaten die Hochschule an und kooperieren mit ihr.

## Fakultäten

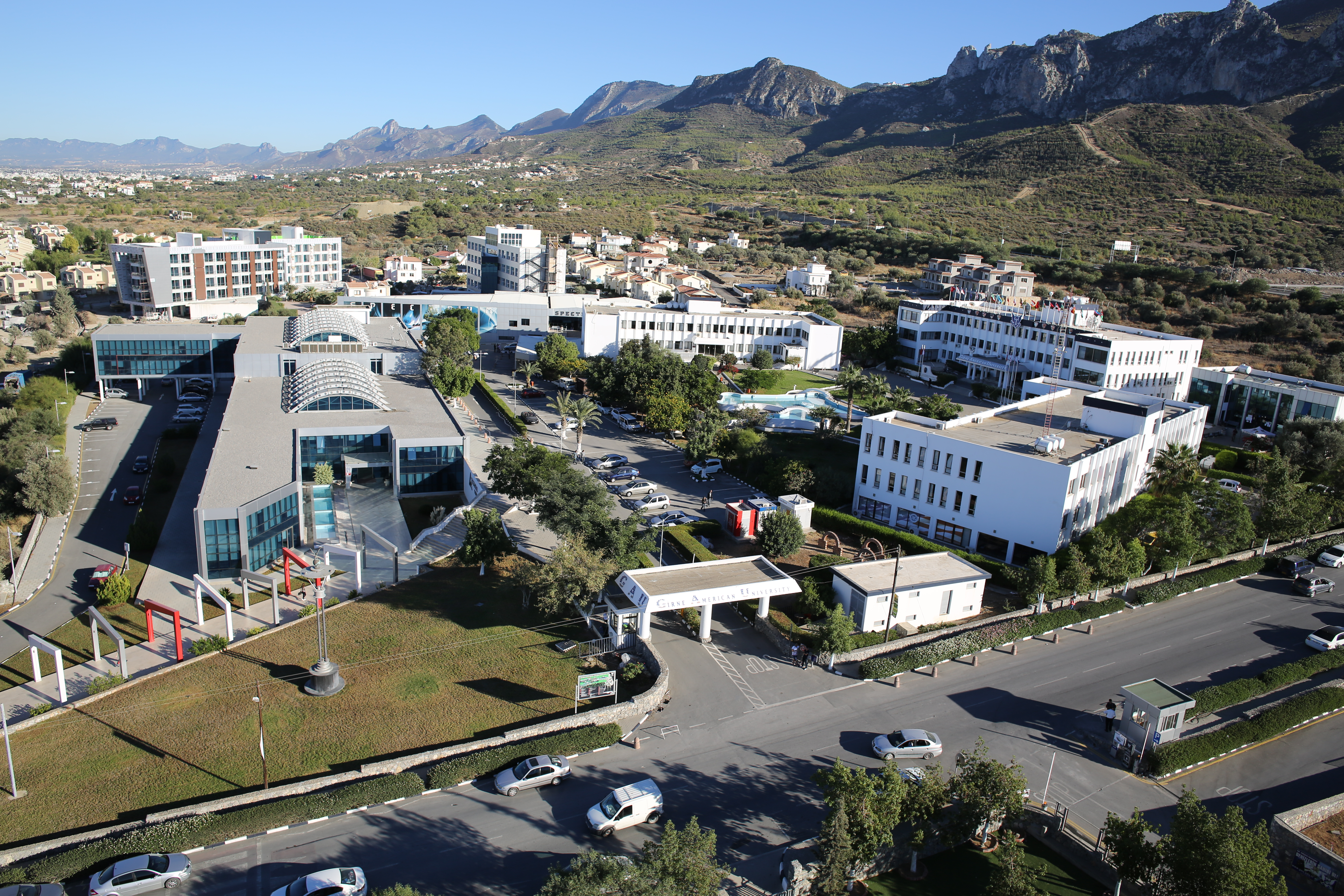
Amerikanische Universität Girne

- Fakultät für Ökonomie
- Fakultät für Ingenieurwesen[3][4]
- Fakultät für Architektur
- Fakultät für Bildung
- Fakultät für Kommunikation
- Fakultät für Humanwissenschaften
- Fakultät für Rechtswissenschaften